# Kaliummanganat
Kaliummanganat ist eine anorganische chemische Verbindung des Kaliums aus der Gruppe der Manganate.

## Gewinnung und Darstellung
Kaliummanganat kann durch Reaktion von Kaliumpermanganat mit Kaliumhydroxid gewonnen werden.
{\displaystyle {\ce {\mathrm {4\ KMnO_{4}\ +4\ KOH\longrightarrow 4\ K_{2}MnO_{4}\ +O_{2}\ +2\ H_{2}O} }}}
Es kann auch durch Reaktion von Mangan(II)-Verbindungen oder Mangan(IV)-oxid mit Kaliumhydroxid und Sauerstoff bzw. Luft oder durch Reaktion von Kaliumnitrat mit Kaliumcarbonat gewonnen werden.
{\displaystyle {\ce {\mathrm {2\ MnO_{2}\ +O_{2}\ +4\ KOH\longrightarrow 2K_{2}MnO_{4}\ +2H_{2}O} }}}
{\displaystyle {\ce {\mathrm {MnO_{2}\ +KNO_{3}\ +K_{2}CO_{3}\longrightarrow K_{2}MnO_{4}\ +KNO_{2}\ +CO_{2}} }}}

## Eigenschaften
Kaliummanganat ist ein grüner paramagnetischer, metallisch glänzender Feststoff. Er besitzt eine orthorhombische Kristallstruktur mit der Raumgruppe Pnma (Raumgruppen-Nr. 62). Er ist stabil in alkalischer wässriger Lösung, aber in neutraler oder saurer Lösung zersetzt er sich in Kaliumpermanganat und Mangan(IV)-oxid.
{\displaystyle {\ce {\mathrm {3\ K_{2}MnO_{4}\ +2\ H_{2}O\longrightarrow 2\ KMnO_{4}\ +MnO_{2}\ +4\ KOH} }}}

## Verwendung
Es wird als selektives Oxidationsmittel verwendet.